# Мулла Кабіз
Мулла Кабіз (нар. невідомо Іран — пом. 1527 Стамбул, Османська імперія) — релігійний діяч Персії та Османської імперії. Засновник руху хабмесихизма.

## Біографія
Рік народження невідомий, турецькі дані вказують на те, що Кабіз ефенді за походженням перс. 1527 року він прибув до столиці Османської імперії. Основною увагою його релігійних поглядів було постать Ісуса Христа. Мулла Кабіз стверджував, що пророк Ісус є сином Божим, і він вищий за всіх пророків, навіть Мухаммеда
Кабіз поставперед судом за скаргою улемів. На першому слуханні, що відбулося 2 листопада 1527 року, румеліан Кадіаскері Фенарізаде Мухіддін Челебі та анатоліан Кадіаскері Кадрі Челебі не змогли спростувати ідеї Кабізу. Сулейман І теж був слухачем дискусії.
Пізніше султан Сулейман розкритикував улемів за те, що вони не спростували твердження мулли. Він наказав великому візиру Паргалі Ібрагіму-паші шукати рішення, наступного дня Шейхюліслам Ібн-і Кемаль і Стамбул Каді Садеддін Челебі виступили проти Кабіза. Ібн Кемаль висунув аргументи проти ідей Кабіза і сказав, що йому потрібно вибачать, якщо він відвернеться від своїх ідей його буде помилувано. Коли Кабіз відмовився і наполягав на своїх ідеях, його стратили. Він один із чотирьох відомих шейхів, страчених за свої погляди за часів правління Сулеймана Чудового.